# John Richmond (stilista)
John Richmond (Manchester, 8 gennaio 1960) è uno stilista britannico.

## Biografia
Nato a Manchester, in seguito si trasferisce a Londra, dove termina gli studi presso la Kingston University nel 1982. Crea una collezione che identifica col proprio nome, continuando a collaborare con altri marchi (Emporio Armani, Joseph Tricot e Fiorucci). Nel 1984 si trasferisce a Milano e fonda il marchio Richmond-Cornejo insieme a Maria Cornejo.

## Gli inizi
Nel 1995, Richmond comincia a guardare a nuove possibilità di espansione all'estero, riprende i contatti con il manager italiano Saverio Moschillo che gli mette a disposizione la Falber Confezioni di Forlì per la produzione delle sue collezioni, nonché la sua rete distributiva (Milano, Napoli, Roma, Parigi, Monaco di Baviera, Düsseldorf, Londra e New York).

## Anni 2000
Sotto la gestione di Moschillo il marchio John Richmond continua la sua crescita a livello mondiale, forte soprattutto di graffianti campagne pubblicitarie.
Nel 2003/4 la fama del marchio cresce a dismisura grazie ad una collezione streetwear rivolta soprattutto ai giovani di cui i pezzi più venduti sono sicuramente i jeans a vita bassa con la scritta "Rich" stampata sul retro.
Inoltre John Richmond è uno dei nomi di punta nel calendario delle sfilate milanesi ogni anno e nelle varie settimane della moda per lui hanno sfilato top model di fama internazionale.